# Carol Rymer Davis
Carol Ann Rymer Davis (Denver, 28 de novembro de 1944 - 6 de dezembro de 2010) foi uma balonista e radiologista norte-americana. Ela e Richard Abruzzo se perderam no mar, em 29 de setembro de 2010, enquanto participavam da corrida de balões Gordon Bennett, que havia começado quatro dias antes em Bristol, na Inglaterra. Seus corpos foram encontrados ao longo da costa da Itália, no Mar Adriático, em 6 de dezembro de 2010.